# Erwin Kreyszig
Erwin O. Kreyszig (6 janvier 1922 à Pirna, Allemagne - 12 décembre 2008) a été professeur de mathématiques dans diverses universités dont l'Université Carleton à Ottawa, au Canada. Il a été un pionnier dans le domaine des mathématiques appliquées aux systèmes d'équations d'ondes non linéaires. Il a été aussi l'auteur du livre Advanced Engineering Mathematics, le principal manuel de mathématiques pour les études de premier cycle en génie civil, mécanique, électricité et génie chimique.
Kreyszig a obtenu son doctorat en 1949 à l'université de Darmstadt sous la supervision d'Alwin Walther. Il a ensuite poursuivi ses activités de recherche dans les universités de Tübingen et de Münster. Avant de rejoindre l'Université Carleton en 1984, il a occupé des postes à l'université Stanford (1954-1955), l'Université d'Ottawa (1955-1956), l'université d'État de l'Ohio (1956-1960, professeur 1957) et il a complété son habilitation à l'Université de Mayence. En 1960, il devint professeur à l'université technique de Graz et a organisé le congrès de mathématiques de Graz en 1964. Il a travaillé à l'université de Düsseldorf (1967-1971) et à l'université de Karlsruhe (1971-1973). De 1973 à 1984 il a travaillé à l'université de Windsor et, à partir de 1984, à l'Université Carleton. Il a reçu le titre de professeur émérite en 1991 en reconnaissance de sa carrière de chercheur au cours de laquelle il a publié 176 articles dans des revues à comité de lecture, et 37 dans des actes de conférences à comité de lecture.
Kreyszig a aussi développé un centre d'informatique à l'Université de Graz et à l'Institut de mathématiques à l'université de Düsseldorf. En 1964, il a pris un congé de Graz pour initier un programme de doctorat en mathématiques à la Texas A&M University.
Kreyszig a écrit 14 livres, dont son Advanced Engineering Mathematics, qui a été publié dans sa 9e édition en 2008. Il a supervisé 104 masters, 22 doctorats et 12 étudiants postdoctoraux. Avec son fils, il a fondé la bourse Erwin et Herbert Kreyszig qui subventionne des étudiants de deuxième cycle depuis 2001.

## Ouvrages
- Statistische Methoden und ihre Anwendungen, Vandenhoeck & Ruprecht, Göttingen, 1965.
- Introduction to Differential Geometry and Riemannian Geometry (English Translation), University of Toronto Press, 1968.
- (en) Manfred Kracht et Erwin O. Kreyszig, Methods of complex analysis in partial differential equations with applications, New York, Wiley, 1988, 394 p. (ISBN 978-0-471-83091-7).
- (en) Erwin Kreyszig, Introductory functional analysis with applications, New York, Wiley, 1989, 704 p. (ISBN 978-0-471-50459-7).
- (en) Erwin Kreyszig, Differential geometry, New York, Dover Publications, 1991, 352 p. (ISBN 0-486-66721-9, lire en ligne).
- (en) Erwin Kreyszig, Advanced engineering mathematics, New York, Wiley, 1988 (ISBN 0-471-62787-9).